# Olga Sajtseva
Olga Aleksejevna Sajtseva (russisk: Ольга Алексеевна Зайцева, tr. Olga Aleksejevna Sajtseva, født 16. maj 1978 i Moskva, Sovjetunionen) er en russisk skiskytte og olympisk mester. Blandt kolleger bærer hun kælenavnet Zajka.
Olga Sajtseva løb langrend fra 1988, men skiftede til skiskydning i 1994 under et ophold på Moskvas sportsskole nr. 43. I 1999 blev hun tilknyttet det russiske landshold. I 2001 vandt Sajtseva sølv ved Europamesterskaberne i skiskydning, og fik efterfølgende plads på det russiske førstehold. Efter en succesfuld debut i World Cup'en blev hun udtaget til at deltage i Vinter-OL 2002 i Salt Lake City. Det blev til en 37. plads i kvindernes 15 km distanceløb.
Ved VM i 2005 i Hochfilzen (Østrig), vandt Sajtseva både guld, sølv og bronze i hhv. stafet, sprint og jagtstart, samt yderligere en brozemedalje i mixed-stafet-VM på hjemmebane i Khanty-Mansijsk. Sajtseva vandt OL-guld i stafet for Rusland ved Vinter-OL 2006 i Torino.
Ved VM i skiskydning 2009 i Pyeongchang (Sydkorea), vandt hun to guldmedaljer (i fællesstart og stafet), og to bronzemedaljer (i sprint og jagtstart). Ved Vinter-OL 2010 i Vancouver, (Canada) vandt hun sølv i fællesstarten, og var med til at vinde guld for Rusland i stafetten. 
Olga Sajtseva har desuden vundet 26 World Cup sejre, fordelt således; 2 i distanceløbet, 5 i sprint, 3 i jagtstart, 2 i fællesstart og 14 i stafet. Hun har i alt været på podiet 62 gange i World Cup sammenhæng.
Hun bor til daglig i Moskva og trænes af hendes søster Oksana Alekséjevna Rotjeva.

## Privatliv
Olga Sajtseva blev den 30. september 2006 gift med den slovakiske sommerskiskytte Milan Augustin. Siden da har hun også haft slovakisk statsborgerskab. Parret har sønnen Aleksander (f. 17. marts 2007). På grund af barsel deltog hun ikke som skiskytte i sæsonerne 2006/07 og 2007/08. Hun blev skilt i 2013.

## Galleri
- Olga Zajtseva hædres af Ruslands Præsident Medvedev i Kreml efter Vinter-OL 2010
- Det russiske guld-stafethold ved OL-2006 (Torino). Fra venstre: Anna Bogalij-Titovets, Svetlana Isjmuratova, Olga Zajtseva og Albina Achatova